# Bernard de Montgaillard
Bernard de Percin de Montgaillard, né en décembre 1562 à Montgaillard (Tarn-et-Garonne) (France) et mort le 8 juin 1628 à l’abbaye d’Orval (à l'époque comté de Chiny, rattaché au duché de Luxembourg, aujourd'hui Belgique) est un moine cistercien français. Moine de la tradition cistercienne des Feuillants il fut abbé d'Orval de 1605 à sa mort. Il reste connu dans l’histoire comme le « Petit Feuillant » pour son éloquence et ses violentes diatribes contre Henri IV.

## Biographie

### Premières années
Né dans une famille noble de Guyenne, le jeune Bernard est un enfant précoce. Il termine le programme d’études ordinaires — humanités et philosophie — à 12 ans.
À 15 ans il entre à l’abbaye cistercienne Notre-Dame de Feuillant, près de Toulouse, qui venait d’être reformée dans un sens très austère par Jean de la Barrière. En 1582, Montgaillard est ordonné prêtre grâce à une dispense pontificale (pour jeune âge) rarement accordée.

### Prédicateur et tribun
Il est brillant, et bientôt son éloquence se fait entendre en des cercles de plus en plus larges: Toulouse, Rodez, Rouen, Paris. Et cependant il n’est pas tendre pour son auditoire. La cour royale l’invite à prêcher le carême à l’église royale de Saint-Germain-l’Auxerrois. On lui offre la pourpre épiscopale, et même l’abbaye de Morimond à réformer. Il refuse, désireux de rester simple moine.
À la mort de Henri III (1589), il se lance dans la ligue catholique s’opposant avec virulence à l’accession au trône de Henri de Navarre. C’est alors que l’on parle du « Petit Feuillant ». Le 13 mai 1590, il prend part à la procession du clergé révolutionnaire dans les rues de Paris où 1 300 prêtres et moines armés défient Henri IV.
Selon Pierre de l'Estoile, il fait partie, avec les curés parisiens Christophe Aubry, Jean Boucher et Jean Hamilton, des prêcheurs les plus actifs et radicaux de la Ligue.

### Retour à la vie monastique
Lorsque Henri IV revient à Paris, pardonné par le pape Clément VIII et réconcilié avec l’Église catholique, Montgaillard juge prudent de s’éloigner de la ville. Quittant le groupe des moines feuillants dont la réforme n’est pas approuvée par l’ordre de Cîteaux il redevient simplement cistercien. Il s’exile dans les Pays-Bas méridionaux, où son éloquence attire encore les foules. Il rencontre Juste Lipse qui exprime son admiration dans une lettre de 1601.
En 1602, Montgaillard est envoyé par le chapitre général de l’ordre cistercien à l’abbaye de Nizelles (près de Nivelles, en Belgique), comme abbé, pour y ramener la discipline monastique. Il y reste trois ans.

### Abbé d’Orval

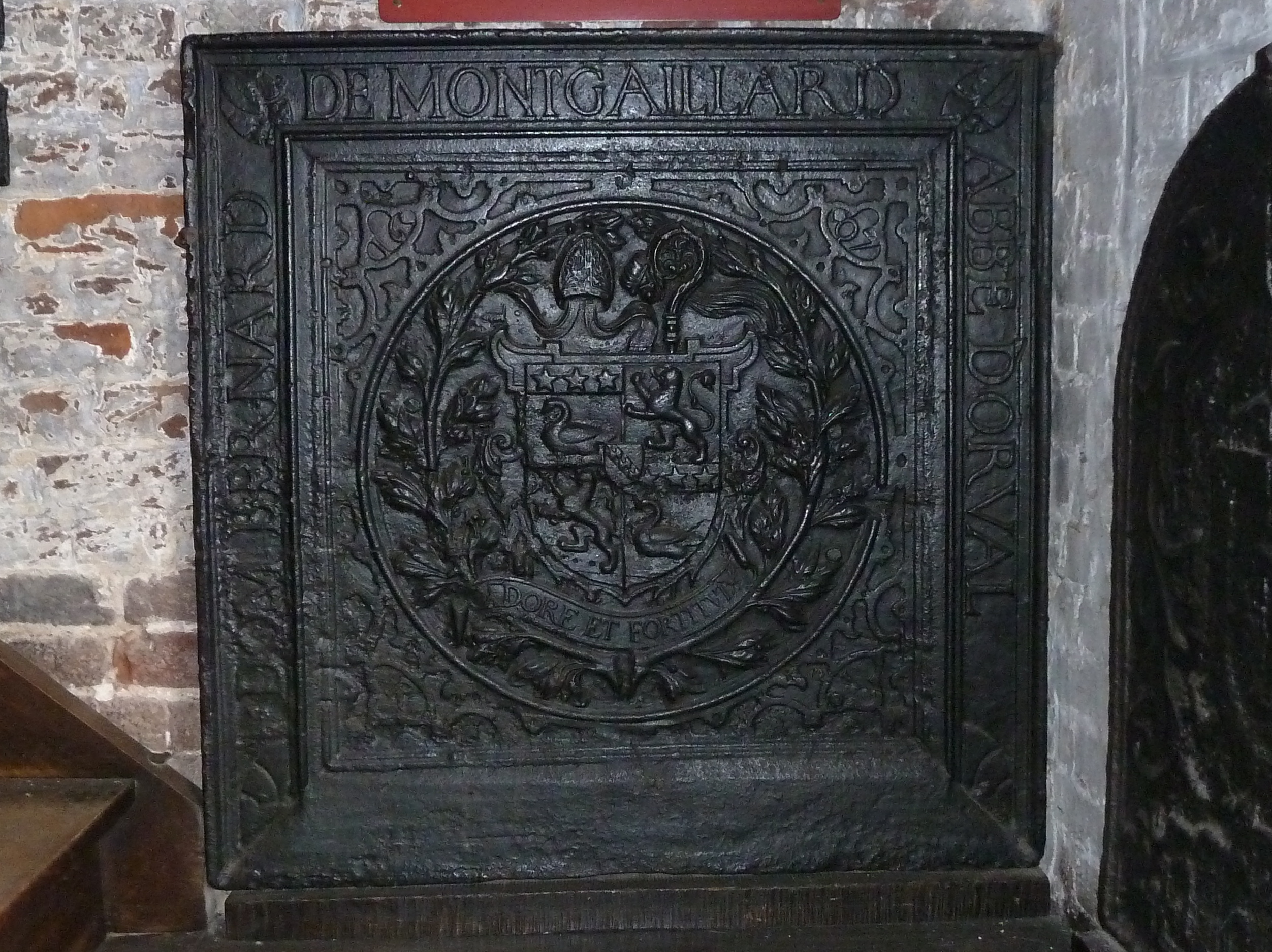
Plaque de cheminée avec les armoiries de Bernard de Montgaillard, abbé d'Orval, maison de la Métallurgie et de l'Industrie de Liège.

En 1605, Montgaillard est imposé par l’archiduc Albert — dont il était le prédicateur favori — comme abbé à Orval. Il est fraîchement reçu par la communauté qui s’était déjà choisi un père abbé. Sa bonne gestion fait que l’opposition s’éteint progressivement. Son gouvernement dure 25 ans et redonne vitalité et prospérité à l’abbaye déjà pluriséculaire. Montgaillard fait marcher sa communauté dans les voies monastiques de la ferveur et de la régularité monastique. De nombreuses vocations sont reçues. Proche des archiducs Albert et Isabelle il contribue avec eux à propager la dévotion pour Notre-Dame de Montaigu en lui érigeant une chapelle dans les bois de l'abbaye ; elle est contemporaine de la basilique de Montaigu (Scherpenheuvel). À la demande de ses moines il laisse des Ordonnances pour affermir l’esprit de réforme dans l’abbaye.
Bernard de Montgaillard reste proche du peuple. En 1626, lors de la grande famine, il n’hésite pas à ouvrir largement les greniers de l’abbaye et fait distribuer le grain aux affamés qui affluent de partout. Il est resté tribun: « ici, on ne vend pas le grain au peuple ; on le donne ! »[réf. nécessaire]
Le 8 juin 1628, cet homme, qui n’était pas sans défaut, meurt entouré de ses moines dont il avait gagné l’estime et le respect.